# Arenaria livermorensis
Arenaria livermorensis är en nejlikväxtart som beskrevs av Donovan Stewart Correll. Arenaria livermorensis ingår i släktet narvar, och familjen nejlikväxter. Inga underarter finns listade i Catalogue of Life.